# Едвард Вернон Гаркорт
Едвард Вільям Вернон Гаркорт (Edward William Vernon Harcourt; 26 червня 1825 — 19 грудня 1891) — англійський натураліст і політик Консервативної партії.

## Біографія
Гаркорт народився 1825 року в Стентон-Гаркорті в Оксфордширі, в сім'ї преподобного Вільяма Вернона Гаркорта, який був ученим і онуком Едварда Гаркорта, архієпископа Йоркського. У 1843 році вступив до коледжу Крайст-Черч в Оксфорді.
Гаркорт був мировим суддею у Беркширі та Сассексі, а також мировим суддею і заступником лейтенанта в Оксфордширі та Верховним шерифом Оксфордширу у 1875 році. Він був командувачем, а пізніше — почесним полковником 1- 1-го добровольчого артилерійського корпусу П'яти портів Королівського полку артилерії . Він був членом Королівської комісії з організації добровольчих сил у 1862 році і 15 років був президентом Національної артилерійської асоціації.
Гаркорт був автором робіт «Начерк з Мадейри» (Sketch of Madeira, 1851) та «Мисливство в Алжирі» (Sporting in Algeria, 1859). Перший твір був присвячений його тещі, Гаррієт Голройд, графині Шеффілдській.
У 1871 році він успадкував будинок і парк Нунехем, а в 1872—1874 роках побудував нову парафіяльну церкву Нунегем-Кортні.
Він був членом парламенту від Оксфордширу з 1878 по 1885 роки і від Генлі з 1885 по 1886 рік .

## Сім'я
Гаркорт був одружений з леді Сьюзен Гаррієт Голройд, дочкою 2-го графа Шеффілда в 1849 році. Його братом був політик Вільям Вернон Гаркорт.